# Maison Le Moué
La maison Le Moué est une maison de Malestroit, dans le Morbihan.

## Localisation
La maison est située au 7 rue du Général-de-Gaulle.

## Histoire
La maison est construite au XVIe siècle.
La façade est inscrite au titre des monuments historiques par arrêté du 23 juin 1933.

## Architecture

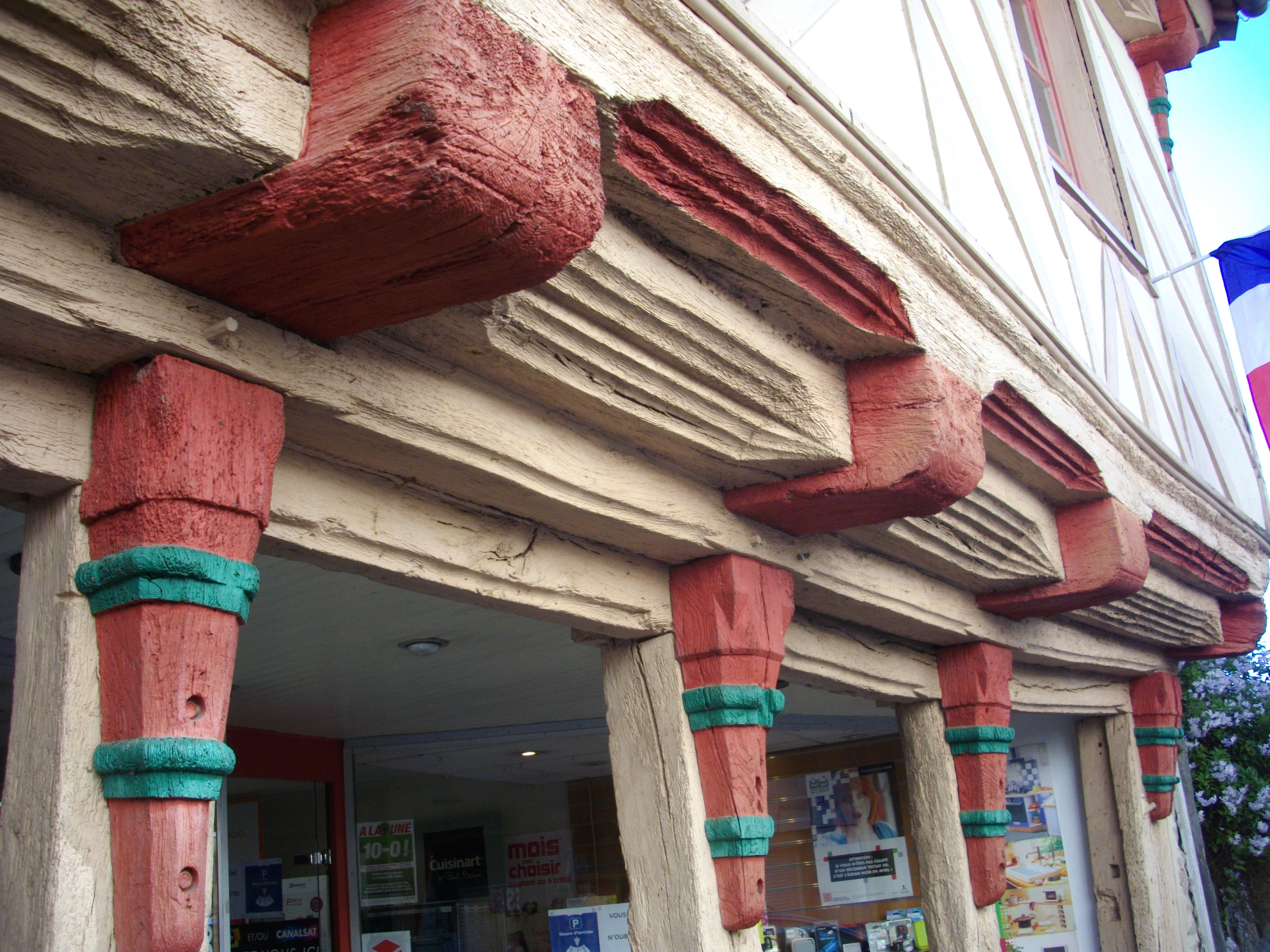
Détail de la poutre soutenant l'étage.

La façade est construite en pans de bois, formant encorbellement sur une galerie au rez-de-chaussée.